# Вавилон-17 (роман)
«Вавилон-17» — науково-фантастичний роман американського письменника Семюеля Ділейні, вперше опублікований 1966 року. Роман виграв премію «Неб'юла» (разом із романом «Квіти для Елджернона»), а також був номінований на премію Г'юго за найкращий роман 1967 року.
Значну роль у романі відіграє гіпотеза Сепіра — Ворфа — що мова впливає на мислення і сприйняття.
Ділейні хотів щоб «Вавилон-17» був опублікований разом із романом «Імперська зоря», але цього не сталось аж до перевидання 2001 року.

## Огляд сюжету
Сюжет починається з того, що генерал Форестер іде на зустріч із лінгвісткою й поетесою Ридрою Вонг. Метою знайомства є розшифрування передач під кодовою назвою «Вавилон-17», які були зафіксовані декілька разів під час великих терактів на стратегічних об'єктах. Військове командування вважає, що за допомогою цього шифру спілкуються диверсанти і його розкриття дозволить здолати терористів незрозумілого ворога, якого називають «Агресором» і з яким Альянс уже багато років веде війну (Альянс - нащадки європейців та африканців, а Агресори - нащадки зоряних колоністів, предки яких були з обох Америк. У Агресорів є навіть зоряне місто Новий Нью-Йорк!). Військові пам'ятають Ридру як дуже талановитого криптографа, що свого часу залишила криптографічну службу. У розмові Ридра повідомляє генерала, що вона вивчила надані їй стислі записи й дійшла висновку, що Вавилон-17 — то не шифр, а окрема мова. Щоб зрозуміти її, Ридрі потрібен доступ до всіх матеріалів справи, і вона погоджується на подальшу співпрацю лише за такої умови.
Ридра розповідає генералу свою біографію: її мати була перекладачкою на Урані, але померла під час однієї з «гарячих» фаз війни з Агресором. Батько її працював на космічному флоті й загинув раніше. Ридра майже померла з голоду, але її врятували й доставили на Землю, де її виховав професор-психіатр Маркус Т'Мварба. Вона працювала перекладачем, криптографом, а потім — навігатором космічного корабля. Після загибелі своїх напарників-навігаторів (у Всесвіті роману це майже смертельна травма для психіки, бо навігатори перебувають у певного сорту шлюбі) вона почала писати вірші й здобула славу як поетеса. Ридра знає декілька земних та позаземних мов, а також може безпосередньо спілкуватись з Позбавленими тіла — «привидами» загиблих людей, які служать на особливих посадах на космічних кораблях (і крім них на цих посадах ніхто працювати не може). Звичайні люди одразу забувають слова Позбавлених тіла, тому для спілкування потрібні спеціальні засоби, а Ридра навчилася моментально перекладати слова Позбавлених тіла на мову басків і таким чином може спілкуватися з ними безпосередньо.
Ридра повідомляє, що їй потрібно буде навідати об'єкти терактів, і поговорити з учасниками подій. Разом зі співробітником митниці вони винаймають пілота й знаходять двох навігаторів-чоловіків, що втратили дружину. Третього навігатора-жінку Ридра бере з кріосховища, куди потрапляють навігатори, які втратили свою команду-трійку. Ридра обирає чорну навігаторку, яка не знає основної мови екіпажу і спілкується суахілі. Ридра пояснює, що в іншомовній, іншокультурній та іншорасовій дівчині навігатори-ірландці — Каллі та Рон швидше знайдуть оригінальну особистість і не будуть шукати у ній тінь померлої Кетті ,як і Моллі призвичаїться до білих напарників легше і не шукатиме у них тіней їх загиблих негрів-попередників.  Військове командування надає Ридрі корабель та невеликий загін.
Весь вільний час у польоті Ридра присвячує вивченню Вавилона-17, який їй дуже подобається своєю простотою й ємністю.
Під час одного з таких сеансів стається дивна аварія, яка могла призвести до загибелі корабля. Аварію визначають як диверсію, але корабель вдається полагодити й він прибуває на наукову базу Альянсу. Керівник наукового центру барон Вер Дорко запрошує команду на званий обід і показує Ридрі деякі зразки зброї. Його дружина розказує, що у війні вони втратили сина. Під час обіду невідомий вбиває барона Вер Дорко та чотирьох з головних спеціалістів центру. Починається радіообмін мовою Вавилон-17 і Ридра віддає команду на зліт, хоча капітана корабля ще немає на місці. Корабель втрачає керування, а Ридра втрачає свідомість.
Через деякий час Ридра приходить до тями на кораблі космічних піратів «Джебел Тарік». «Джебел Тарік» є самоврядною одиницею у складі військових сил Альянсу, але захоплює й союзні космічні кораблі у разі необхідності. На «Таріку» Ридра розуміє, що може думати Вавилоном-17, і що таке мислення дає їй здібність швидко розуміти суть деяких складних речей. Але після роздумів Вавилоном-17 Ридрі стає погано.
На кораблі Ридра знайомиться з таємничим М'ясником, колишнім ув'язненим, який не пам'ятає нічого, крім останніх п'яти років свого життя. Одного разу, після бою з кораблем Агресорів, Ридра застає М'ясника за тим, що він намагається реанімувати недоношену дитину жінки-агресора, убитої під час космічного бою. Вони спілкуються й Ридра помічає, що в мові М'ясника нема особових займенників. Вона намагається звернути його увагу на цей факт і виявляє, що відповідні слова для нього просто не існують.
Ридра хоче повернутися в штаб-квартиру Альянсу, бо запис, зроблений на військовій базі, свідчить, що наступна диверсія буде там. М'ясник пропонує їй допомогу, навзамін вона намагається навчити його вживати займенники «я» та «ти» й розуміти різницю між «Я» та «не-Я». В якийсь момент Ридра розуміє, що людина, для якої нема різниці між Я і не-Я, може спокійно вбивати всіх навкруги, бо не розуміє цінності життя. М'ясник розповідає Ридрі, що перебував у полоні у Новому Нью-Йорку і Агресори робили з ним якісь експерименти чи катували, внаслідок чого він втратив пам'ять. Саме через самотність та втрату пам'яті він хотів врятувати дитину Агресорки, щоб виростити хлопчика названим сином. З'являється потужний корабель Агресорів і «Джебел Тарік» вступає з ним у бій. Екіпажу «Таріка» вдається перемогти Агресорів лише за допомоги позаземного корабля лояльних до Альянсу кайрібіанців, який перебував поблизу, але «Тарік» втрачає частину екіпажу й отримує значні пошкодження, тому виживання тих, хто залишився, залежить від Ридри й допомоги зі штаб-квартири Альянсу. Під час перельоту туди Ридра розуміє, що під впливом Вавилону-17 і вона, і М'ясник можуть втрачати контроль над своїми вчинками. Вони замикаються вдвох у каюті, Ридра наказує екіпажу привести їх із М'ясником до генерала Форестера і не допускати, щоб їх розлучали, а також відправити інформацію по Вавилону-17 її другу і вчителю Маркусу Т'Мварба. Екіпаж розуміє, що щось пішло не так.
Остання частина розповідається від імені доктора Т'Мварба. Він отримує посилку Ридри і його викликають у штаб-квартиру Альянсу. Шлях супутника Ридри пролягає тими ж місцями, де відбувалися диверсії, і військові підозрюють, що М'ясник і є той самий таємничий диверсант. Доктор розмовляє з екіпажем корабля Ридри й вони розказують йому про мову без «Я», якою спілкувався М'ясник, та про те, що в нього стерта пам'ять. Доктор розуміє, що Ридра психічно хвора, і хоче поговорити з Ридрою та М'ясником, які перебувають у військовій в'язниці під потужною охороною. Доктор навантажує М'ясника парадоксами для того, щоб відновити зв'язок між частинами його мозку. І М'ясник пригадує, що він є зниклим сином барона Вер Дорко Найлзом, якого взяли в полон Агресори. Вони заблокували його пам'ять і навчили мови Вавилон-17, думаючи якою можна бути лише Агресором(бо слово, яке Вавилоном-17 означає «Альянс», перекладається англійською «Загарбник»). Після чого відпустили його на територію Альянсу, де через дію Вавилону-17 він став диверсантом. Задум було навіть перевершено, бо барон Вер Дорко вбудував у тіло сина пристрій для керування біороботами -шпигунами та саботажниками, яких розробляв барон,, і вони стали інструментами диверсій. Ридра повідомляє, що коли вона почала думати Вавилоном-17 , то теж почала робити диверсії проти «своїх» і «забувати» про це. Але телепатичний талант поетеси допоміг глушити програму Агресорів у мозку, а потім зовсім позбутися її
Наприкінці книги Ридра й М'ясник крадуть військовий корабель, щоб передати його команді «Джебел Таріка», після чого вони збираються на територію Агресора, оскільки Ридра на основі Вавилону-17 розробила виправлену мову, яка може припинити війну.

## Мова
Мова описана в романі має цікаві особливості, зокрема, повна відсутність особових займенників. Відсутність слова «я» унеможливлює рефлексію — запрограмований не може розкрити й зупинити себе- та самозбереження. Відсутність слова «ти» знецінює чуже життя для запрограмованого. Слово, що означає «Альянс», перекладається як «Загарбник»; виходить[прояснити] щось на кшталт «найкращий друг — це найзапекліший ворог», тому для запрограмованого стає логічним нищити, наприклад, власний корабель, а потім за допомогою самогіпнозу забути це, причому це здається вірним й правильним, бо іншими мовами це висловлюється грубо та неоковирно, а Вавилон-17 — точна аналітична мова, побудована за принципом економії — один склад для одного речення. Героїня відчуває що після вивчення вавилону-17, її сприйняття і навіть фізичні можливості змінюються. У цьому твір трохи відображає деякі більш ранні науково-фантастичні романи, тематика яких розвивалась навколо того, як мова формує політичні й культурні верстви населення, таких як «Мови Пао» Джека Венса чи «Гімн» Айн Ренд. Також мову використовують як зброю в сюжеті «Лавини» Ніла Стівенсона.